# Zonnehove
Zonnehove is een gemeentelijk monument aan de Prins Hendriklaan in Baarn in de provincie Utrecht.
De villa werd gebouwd tussen 1914-1916 voor de Maatschappij tot Exploitatie van Onroerende Goederen in de tijd dat het gebied tussen de treinstations en het centrum van Baarn bebouwd werd. De topgevel heeft een loggia in jugendstil met pijlers aan de zijkant. Het namaak vakwerk in de punt van de gevel wordt ook in de Engelse landschapsstijl toegepast.